# Кремонская хроника
Кремонская хроника лат. Chronica Cremonensis — написанное на латинском языке историческое сочинение города Кремона, фрагмент которого сохранился в единственной рукописи XV века. Повествование фрагмента относится к 1310—1317 годам и описывает участие императора Генриха VII в противостоянии гвельфов и гибеллинов в Италии. 

## Издания
- Dei documenti storici e letterari di Cremona. Cremonae, 1857. p. 104.
- Chronici Cremonensis fragmentum / ed. Ph. Iaffe // MGH, SS. Bd. XVIII. Hannover, 1863, p. 807-808[2].

## Переводы на русский язык
- Кремонская хроника — перевод И. М. Дьяконова на сайте «Восточная литература»